# Erdemir
Erdemir est une usine sidérurgique publique, à Ereğli, Turquie.
La société est créée le 11 mai 1960 et l'usine a commencé à fonctionner le 15 mai 1965.